# Aller (fiume)
L'Aller è un fiume della Germania lungo 211 chilometri, che nasce ad ovest di Magdeburgo nella Sassonia-Anhalt e sfocia nel fiume Weser, in Bassa Sassonia.
È un affluente destro del fiume Weser ed anche il suo principale tributario. I suoi ultimi 117 chilometri sono navigabili e costituiscono la Bundeswasserstraße ("via d'acqua nazionale" ) del basso Aller. Il corso d'acqua è stato pesantemente rettificato, allargato e i suoi argini cementificati negli anni sessanta con scopi di regimazione idrica. Rimane un tratto di 20 chilometri vicino Gifhorn in cui il fiume conserva il suo stato naturale, con meandri e ghiaioni.

## Storia

### Etimologia
Per le denominazioni risalenti rispettivamente al 781 (Alera), all'803 (Elera) e al 1096 (Alara) vi sono due possibilità di spiegazione:
1. Significato di abbreviazione di Eleraha, ove Eler proverrebbe dall'antico tedesco olisa o dall'slavo olsa (in polacco olsza) ed aha proverrebbe da un'antica parola che significava acqua. Il nome dell'ontano (in tedesco Erle) è derivato dal basso-tedesco Eller, che viene dalla parola simile Aller. Aller significherebbe anche qualcosa come Erlenwasser (acqua dell'ontano), che potrebbe derivare dal fatto che il corso d'acqua era in gran parte circondato da ontani, un tipo di albero che predilige per la sua crescita le zone umide.
2. Nel sistema di Hans Krahe[2] l'idronomia dell'Europa antica il vecchio nome dell'Aller, Alara, rappresenta un esempio di una serie di nomi idrografici con la radice al-, che sono molto diffusi in Europa e secondo Krahe tutte le radici el-/ol- nelle lingue indoeuropee riconducono al significato di "fluire". Dal medesimo ceppo proverrebbero ad esempio Alster, Iller, Elz o Ilmenau. L'ipotesi di Krahe è tuttavia controversa nell'ambiente degli studiosi di linguistica. Il linguista Theo Vennemann Krahes adottò un modello modificato del sistema di Krahe avanzando l'ipotesi del substrato vasconico.

## Corso del fiume

### Corso superiore
L'Aller sgorga nella Sassonia-Anhalt nella parte occidentale del "confine del Magdeburgo" pressappoco fra le località di Oschersleben ed Helmstedt. I rivoli delle sue sorgenti si riuniscono nella parte settentrionale dello Hohen Holzes vicino a Seehausen.
Inizialmente l'Aller scorre canalizzato attraverso una zona collinosa, intensamente coltivata, in direzione nord-ovest. Ad est si estende lungo il Flechtinger Höhenzug e ad ovest verso il Lappwald con i suoi contrafforti; attraversa le località di Eilsleben e di Weferlingen.
Dopo circa 60 km di percorso raggiunge presso Oebisfelde il confine meridionale dei Drömling e la Urstromtal, che segue fino alla foce. Oltre la linea di confine volge verso ovest presso Grafhorst, ove ha raggiunto i 55 m s.l.m. e perderà ancora 40 m di livello prima del suo sbocco nel Weser, cosicché di qui fluisce visibilmente più lento. Da Wolfsburg mantiene una direzione generalmente orientata verso ovest.
A Wolfsburg l'Aller passa sotto il Mittellandkanal, attraversa il parco che lui prende il nome e forma lo specchio d'acqua detto Allersee.

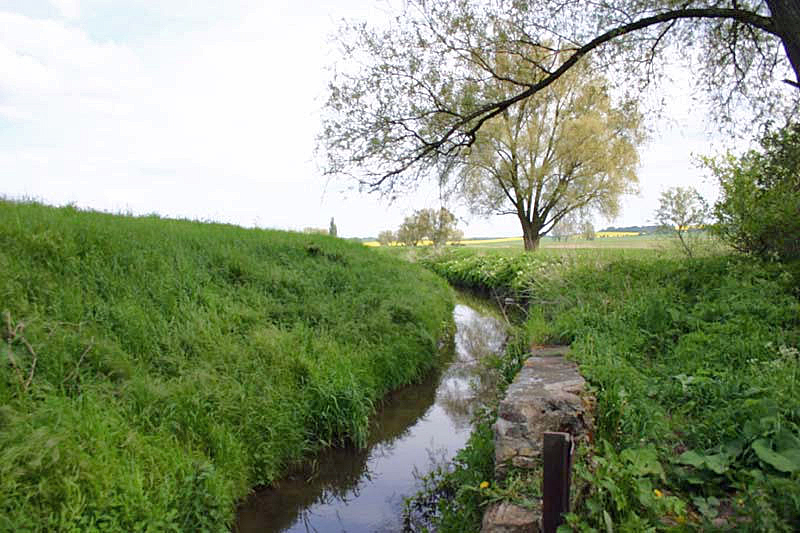
L'Aller presso Wefensleben, circa 10 km a valle della sorgente
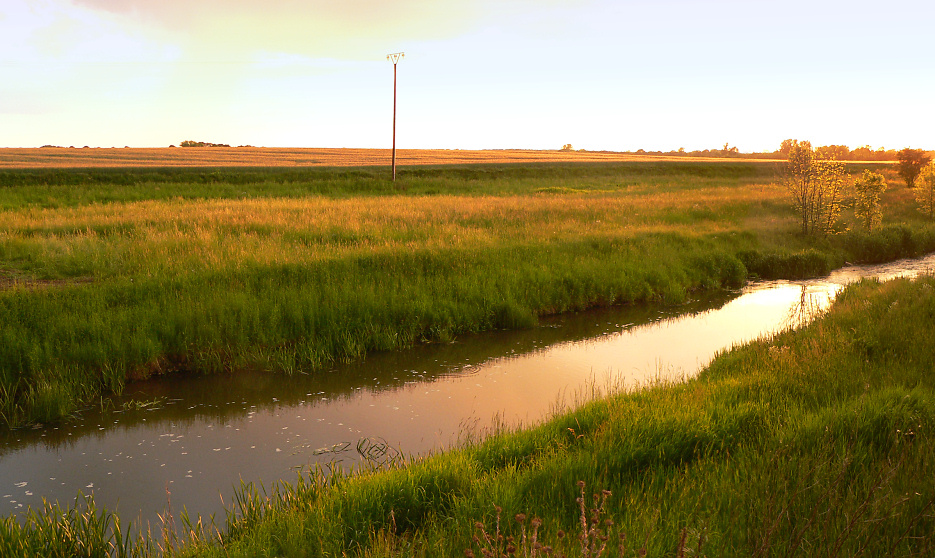
L'Aller presso Oebisfelde
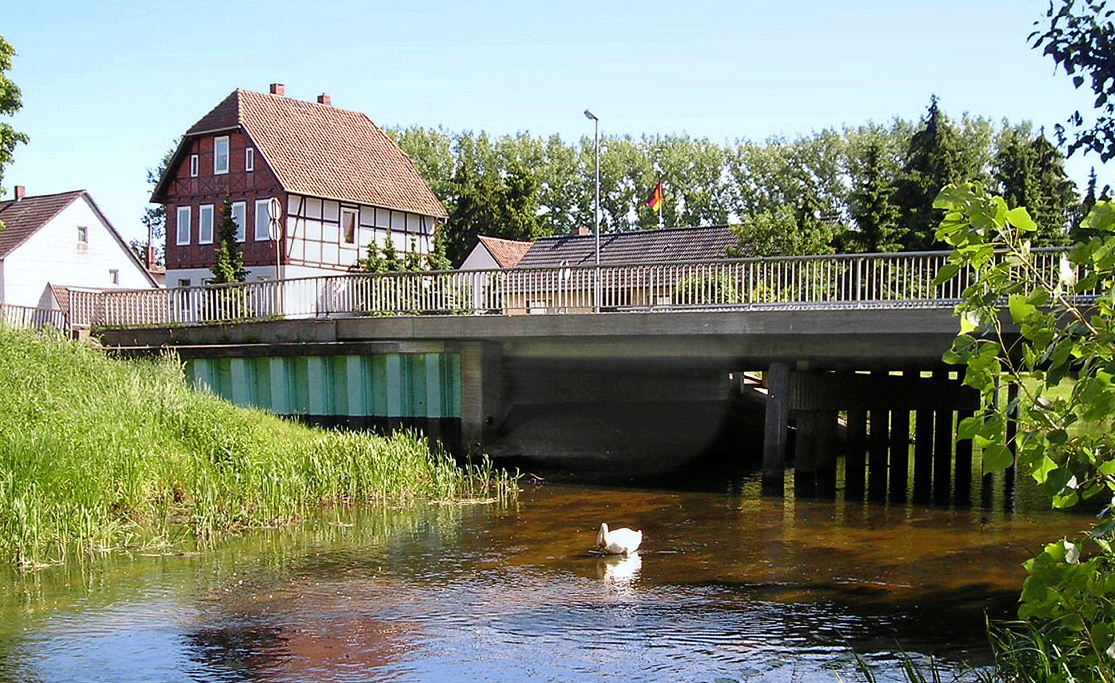
Ponte sull'Aller a Vorsfelde

A sud di Weyhausen si dirama il Canale dell'Aller, realizzato fra il 1860 e il 1863 e lungo circa 15 km. Questo avrebbe dovuto allora far defluire più rapidamente le temute alluvioni. Il canale scorre fino oltre Gifhorn mentre il fiume attraversa la città. Questo tratto di quasi 30 km parallelo al canale è l'unico nel quale il fiume forma meandri nel suo letto naturale.
Ad est di Gifhorn, presso Osloß, viene attraversato mediante un ponte dall'Elbe-Seitenkanal, un canale che scorre più o meno parallelo all'Elba. Ad ovest della città sfocia nell'Aller presso Müden l'Oker, il suo primo affluente ricco di acque.

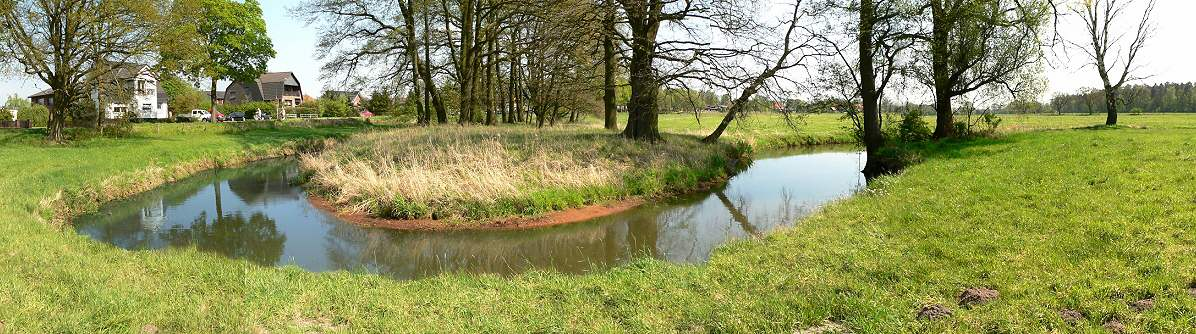
Meandri della parte superiore dell'Aller presso Dannenbüttel.

### Corso medio
Tra la confluenza dell'Oker e la città di Celle il fiume viene chiamato, per un tratto di circa 30 km, come Medio Aller. Poco sopra Celle passa vicino a Wienhausen e all'ex monastero cistercense femminile della città.
A Celle il fiume è interrotto da uno sbarramento idroelettrico ed attraversa il parco diviso in più rami che circondano la città ed il suo castello.

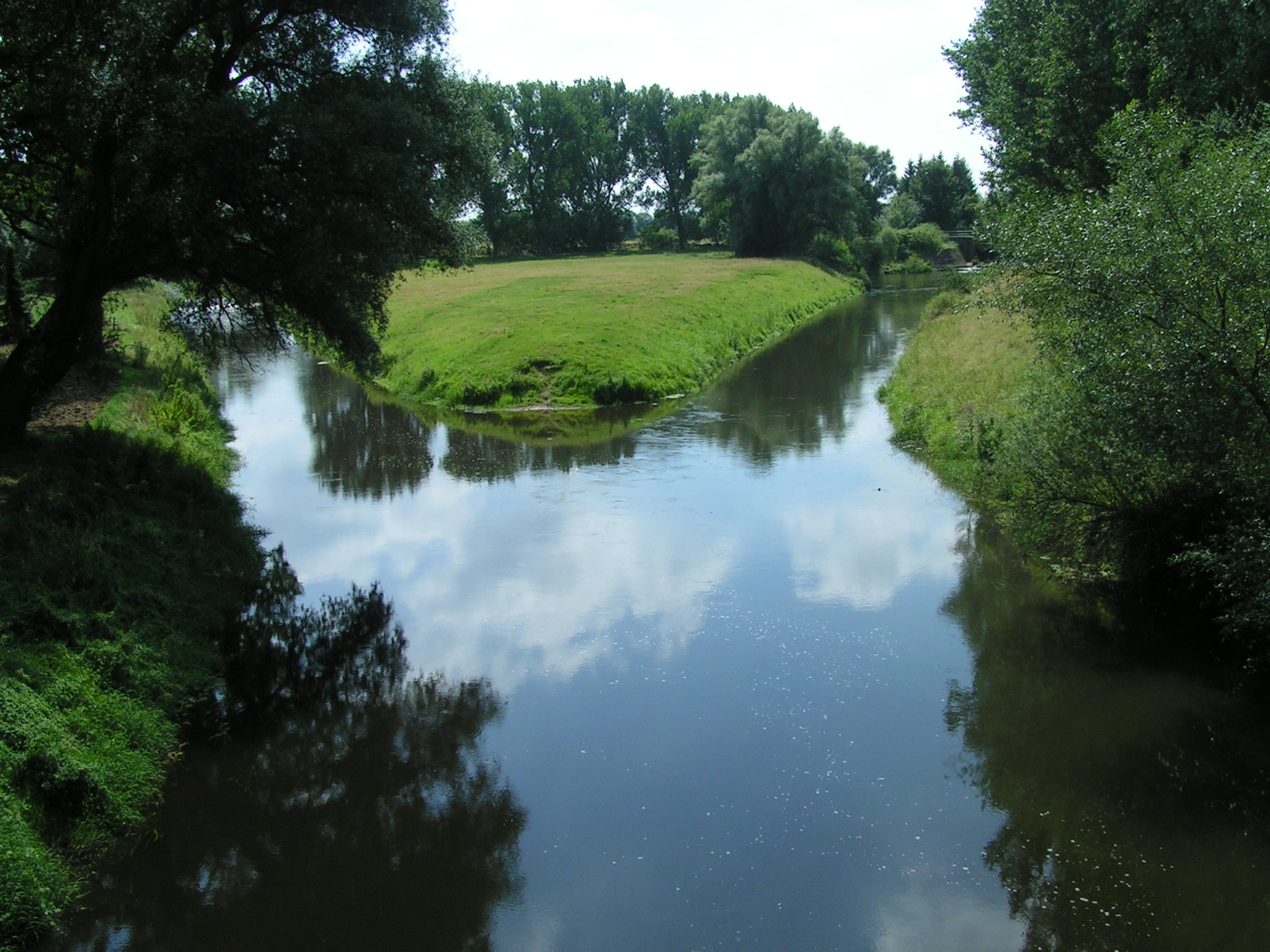
Inizio del corso mediano alla confluenza dell'Oker (a destra) a Müden
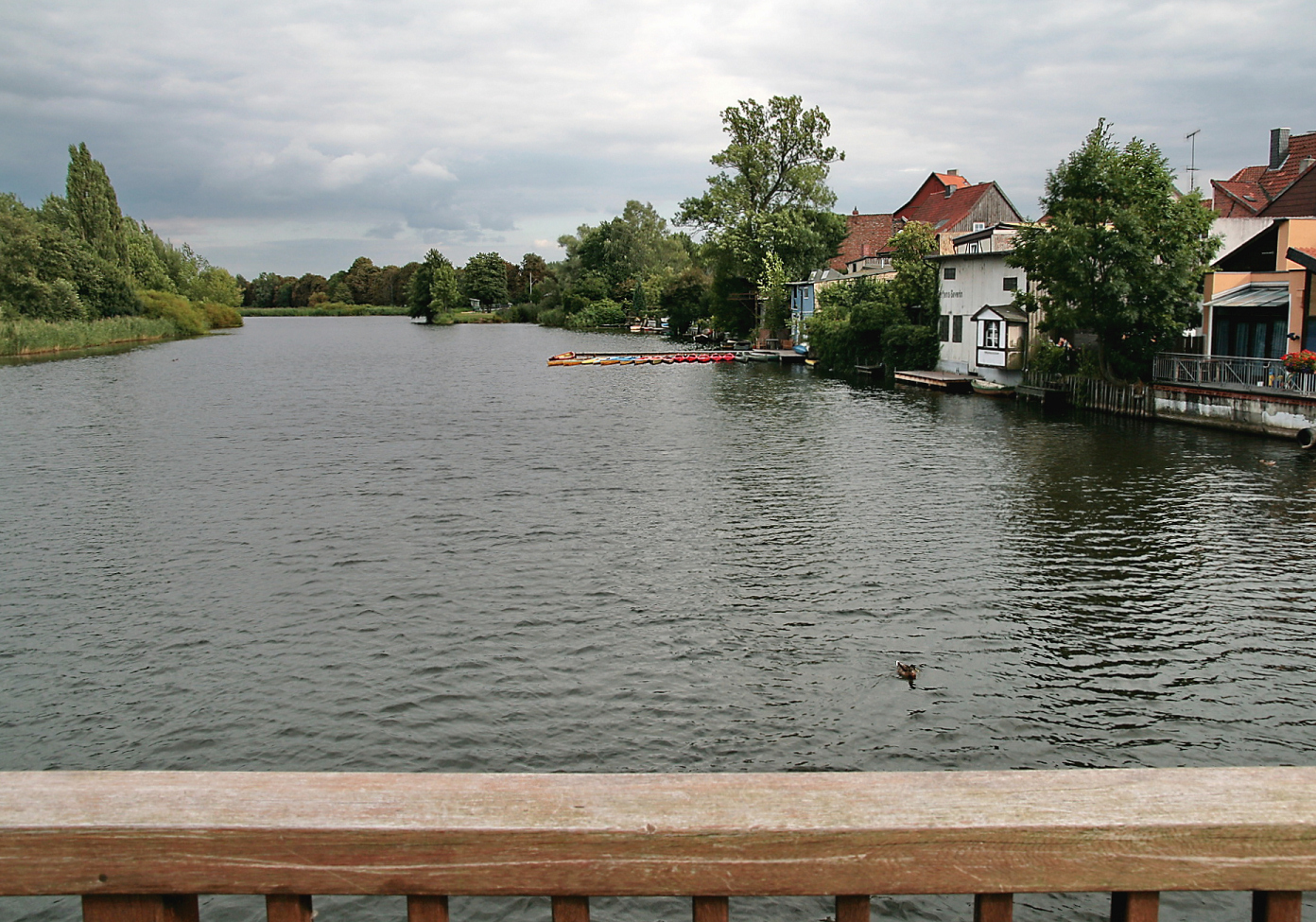
Il fiume a Celle
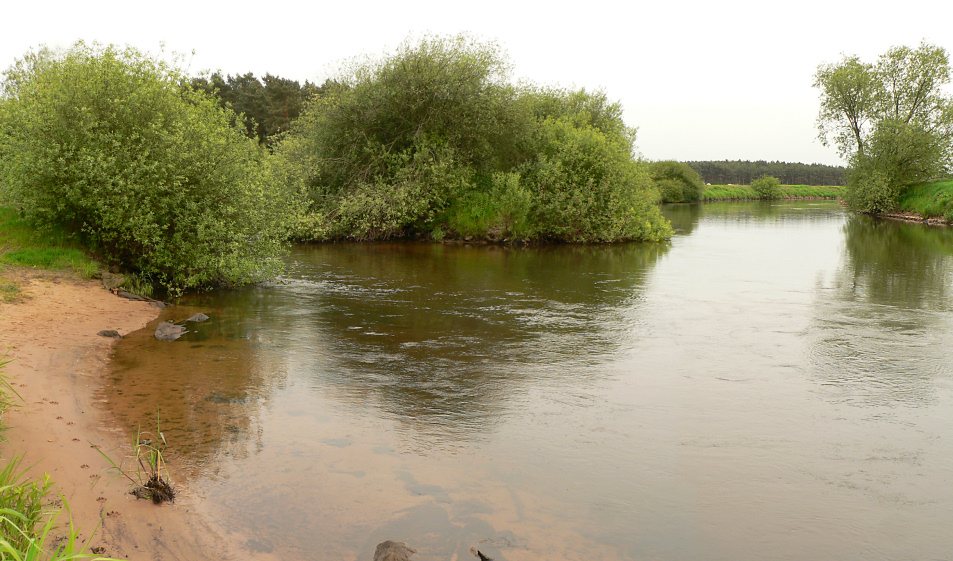
Confluenza dell'Örtze (a sinistra) nel basso corso del fiume presso Winsen (Aller)

### Corso inferiore
L'ultimo tratto di 117 km dopo Celle è navigabile. Le località più grandi sono Winsen, al di sotto della quale sfocia l'Örtze, e Wietze. Presso Eickeloh vi è un sistema di traghettamento a cavo. Qui, a Schwarmstedt, confluisce dalla sinistra orografica il fiume Leine, che come l'Oker è un po' più grande dello stesso Aller. Dopo si incontra il comune di Ahlden e dopo la confluenza con l'affluente Böhme, la piccola città di Rethem. A circa 4 km. a nord-ovest di Verden, nella frazione di Eissel, l'Aller termina il proprio corso sfociando nel Weser.

## Affluenti

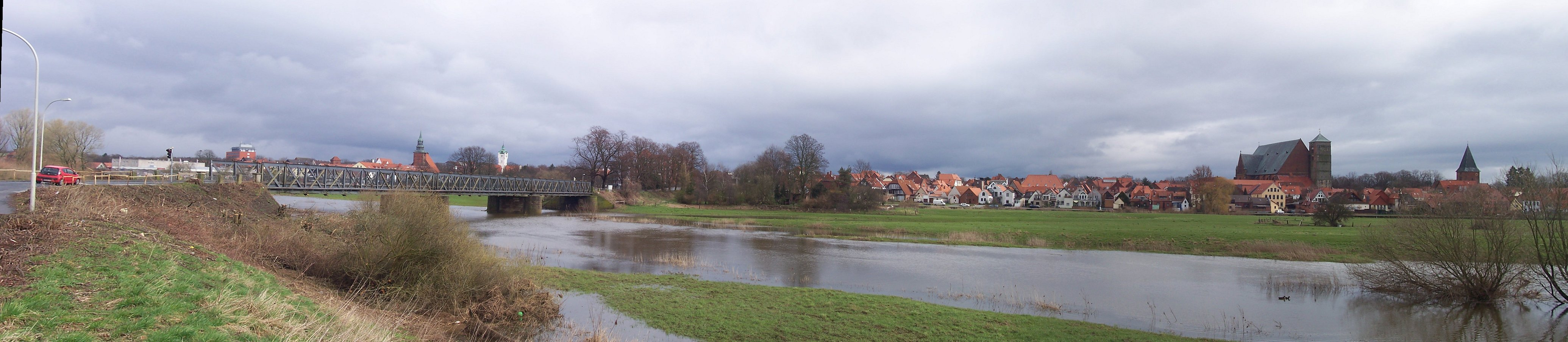
Acque di piena in un braccio del corso inferiore dell'Aller presso Verden.

Gli affluenti maggiori dell'Aller confluiscono in esso alla sua sinistra orografica.
A Müden l'Oker, a Celle il Fuhse ed a Schwarmstedt il Leine. Contando l'affluente Leine, l'Aller raggiunge una lunghezza di complessiva di 346 km.
Gli affluenti minori di destra raccolgono le acque soprattutto dalla Landa di Luneburgo
Per nominarne alcuni abbiamo: presso Weyhausen il Piccolo Aller, a Gifhorn l'Ise, ad est di Celle (presso Lachtehausen) il Lachte, presso Winsen l'Örtze, presso Hodenhagen il Meiße e presso Rethem il Böhme.

## Idrologia
L'Aller è il maggior affluente del Weser per portata d'acqua. Il suo bacino idrografico ricopre una superficie di circa 15.744 km², quasi un terzo di quella del Weser. L'idrometro di Rethem, a valle della confluenza del Leine registra una portata media di circa 114 m³/s. Alla confluenza del Weser, l'Aller ha una portata di 118 m³/s..
L'Aller accoglie oltre all'Oker e al Leine, circa la metà del flusso delle acque della catena montuosa dell'Harz (l'altra metà, con la Saale ed i suoi affluenti va a finire nell'Elba). Questi affluenti provocano frequenti esondazioni. Grazie agli sbarramenti nell'Harz, il regime annuale di piena viene contenuto in precisi confini fino alla confluenza con il Weser, in particolare regolamentando il flusso del disgelo, differito e rallentato dagli sbarramenti.

### Velocità della corrente
La velocità della corrente dell'Aller è a tratti modesta. Nel corso superiore, nel bassopiano del Drömling, è come l'indolente flusso di un canale ed a tratti pere acqua stagnante. A parte gli aspetti di un ristagno, l'indolenza è da attribuire alla scarsa pendenza che nella Bassa Sassonia è solo, mediamente, di 10–20 cm per chilometro lineare. Già nel corso superiore la corrente è indolente, il che va attribuito alle opere di consolidamento e di rettifica del corso del fiume.

### Inondazioni ed allagamenti

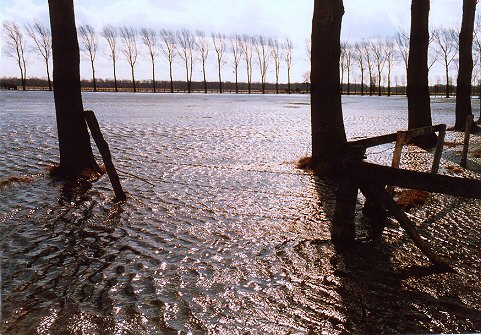
Piena della primavera del 1987 a Drömling: l'Aller all'altezza della fila di pioppi

Una volta nel bassopiano dell'Aller erano frequenti le esondazioni primaverili del fiume, che per di più duravano a lungo. Ciò era dovuto principalmente alla poca pendenza dall'ingresso delle vie di scolo del disgelo. Il fiume aveva una grande quantità d'acqua dopo il disgelo nelle zone montane delle valli del Leine e nell Harz, ricevendo le acque della Leine e dell'Oker.
Nel suo corso superiore il fiume riempiva la superficie del bacino paludoso del Drömling dal quale l'acqua defluiva solo lentamente e inoltre il fiume Ohre fluiva ampio attraverso il Drömling.
Poiché lo spartiacque fra il Weser e l'Elba sta nel mezzo del Drömling, si poteva arrivare addirittura ad uno scambio della direzione della corrente, fluendo quella dell'Aller nella stessa Elba.
Fra il 1780 e il 1796 Federico II di Prussia fece bonificare la parte prussiana del Drömling, rendendola coltivabile per i coloni. I paesi del Drömling confinanti ad ovest quali il ducato di Braunschweig e il principato di Braunschweig-Lüneburg non diedero seguito, per la loro parte, al progetto di bonifica di Federico II ma lo iniziarono solo poco meno di un secolo dopo, nel 1860. Questo consistette nella costruzione del canale Aller-Ohre, lungo una ventina di chilometri, che poteva derivare l'acque da Grafhorst nel territorio di Calvörde, fino al fiume Ohre. Un secondo canale derivatore per la protezione contro l'esondazione fu terminato nel 1863, che proteggeva dall'inondazione il bassopiano dell'Aller nella zona di Gifhorn.
Con la realizzazione del Mittellandkanal, avvenuta negli anni trenta l'acqua in eccesso dell'Aller poté essere drenata. Nonostante queste misure anche nel XX secolo ebbero luogo nella valle dell'Aller alcune inondazioni che portarono provocarono perdite nell'economia locale.

### Protezione odierna
Nel periodo fra il 1954 ed il 1962 aumentarono le piene dell'Aller, che nell'alta valle causarono considerevoli danni. Ciò fu determinato da irregolari comportamenti del corso del fiume con esondazioni fra i 300 ed i 5.000 m di ampiezza lungo il corso del medesimo.
Nel 1961 il governo della Bassa Sassonia decise di regolare le piene del fiume con il consolidamento del corso del fiume Aller. Ciò serviva sia alla protezione degl'insediamenti che a quella dell'economia locale. 
L'opera di consolidamento ebbe luogo nel corso degli anni sessanta. Negli settanta fu realizzato un bacino di esondazione di 15 ha presso Gifhorn. Invece un altro bacino presso Grafhorst era ancora sottoposto, negli anni 1993-96, a valutazione di impatto ambientale.
Il grosso bacino di 12,5 km², Fahle Heide, ad ovest di Gifhorn non fu costruito per mancanza del finanziamento.
Alle operazioni di consolidamento contribuì pure la risistemazione delle rive del fiume. A questo scopo lo Stato acquisì aree fino a 12 m di larghezza lungo il corso del fiume. Le rive furono spianate e dotate di rivestimento in pietra. Furono anche piantati lungo le rive Salici, ontani e canneti.
Nella parte superiore del suo corso il fiume fu allargato a 15 m, in quella mediana a 30 m ed in quella inferiore, a partire dalla confluenza con la Leine a 50 m.
Presso Rethem (Aller), Westen e Häuslingen, nella parte inferiore del corso furono eretti argini di contenimento.

#### Inondazioni nella Regione di Celle

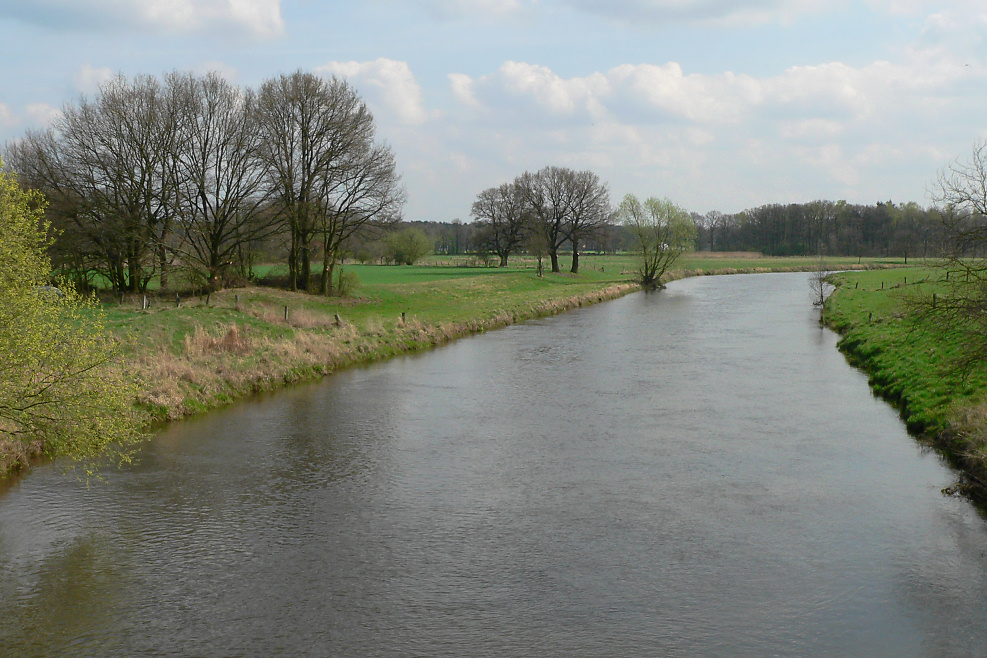
Canalizzazione presso Altencelle

Già negli ottanta la cittadina di Celle aveva predisposto un progetto di messa in sicurezza contro le piene del fiume Aller..
Questo era una combinazione di varie misure come terrapieni, argini e conche di contenimento 
Il 6 giugno 2005 la città ricevette l'autorizzazione all'inizio della realizzazione della prima parte del progetto ed i lavori iniziarono nel 2006.
Con questa prima tranche dei lavori fra Boye e la confluenza del Fuhse (Costo: due milioni di Euro) si diede corso all'ampliamento della sezione di flusso dell'Aller in caso di piena. Le conche hanno un'ampiezza circa 15 ha e 1½ m di profondità e furono rimossi circa 240.000 m³ di terreno.
Già due anni dopo si stabilì che si sarebbe depositata la sabbia trasportata dalla corrente e diminuita la profondità, così che per la prima volta nel maggio del 2009 il canale navigabile nella zona delle nuove conche avrebbe dovuto essere liberato con un dragaggio. Ora è previsto una nuova sistemazione, ed in parte la ricostruzione, delle conche per evitare in futuro un nuovo dragaggio.

## Navigabilità

### Storia
La navigazione sul fiume Aller veniva già praticata da secoli. Essa contribuiva alla crescita economica del Braunschweig, tanto che il duca Enrico il Leone (1129 - 1195) volle avocare a sé i diritti di navigazione.
La via di trasporto per metalli dello Harz dal Braunschweig verso il Mare del Nord passava inizialmente sull'Oker quindi sull'Aller ed infine sul Weser.
Nel XIV secolo Celle era il più importante porto di carico di cereali nella zona della Bassa Sassonia. Verso il 1500 le imbarcazioni che navigavano l'Aller raggiungevano già la capacità di carico di 60 tonnellate. Soprattutto il corso inferiore del fiume fra Celle e Verden aveva nei primi secoli una grande importanza economica per il traffico fluviale.
Tuttavia le riparazioni, la manutenzione e il consolidamento del corso del fiume già allora erano fonti di costi crescenti. Tra il 1908 e il 1918 l'Aller fu sottoposto a continue opere di consolidamento ed adattamento alla navigazione: a questo scopo furono creati quattro dislivelli ed altrettante chiuse per il loro superamento da parte delle imbarcazioni. Nel XX secolo sul fiume vennero trasportate grandi quantità di sali di metalli alcalini che venivano utilizzati industrialmente a Celle.

## Situazione odierna
Oggi il corso inferiore dell'Aller dalla confluenza nel Weser fino a Celle, per 117 km, è considerata "via d'acqua nazionale" (Bundeswasserstraße). Competente per la manutenzione come per nuove opere è l'Ente per le acque e la navigabilità di Verden. Per il tratto del fiume da Celle (km 0,0) fino a Hülsen (km 94,1) è competente il circondario di Oldau e per quello da Hülsen fino alla confluenza nel Weser presso Verden-Eissel (km 117,1) il circondario di Verden.
Dalla metà degli anni sessanta da sopra Verden fino all'ultimo chilometro della via d'acqua la navigazione riguarda solo più il trasporto passeggeri e il diporto.

### Stazza
- Foce–Verden: Classe III (Lunghezza x larghezza: 67 m x 9,50 m)
- Verden–Celle: Classe II (Lunghezza x larghezza: 58 m x 9,50 m)
- Oltre Celle: nessuna navigabilità

### Chiuse
Nel 1907 lo Stato prussiano decise di canalizzare l'Aller da monte della confluenza con la Leine presso Schwarmstedt fin oltre Celle. Tra il 1908 e il 1918 il fiume venne regolato creando quattro dislivelli ed altrettante chiuse per grosse imbarcazioni. Soprattutto le chiuse di Bannetze ed Oldau venivano interessate dal traffico per il trasporto di petrolio dai campi petroliferi da Wietze verso Celle. Venivano altresì trasportati cereali a Celle per la loro macina.
| Località    | Distanza | Lunghezza utile | Larghezza utile | Dislivello | Anno costr. |
| ----------- | -------- | --------------- | --------------- | ---------- | ----------- |
| Oldau       | km 14,7  | 159 m           | 10 m            | 3,21 m     | 1908-10     |
| Bannetze    | km 26,7  | 159 m           | 10 m            | 2,40 m     | 1909-12     |
| Marklendorf | km 38,3  | 159 m           | 10 m            | 3,22 m     | 1914        |
| Hademstorf  | km 49,8  | 159 m           | 10 m            | 1,23 m     | 1914-18     |

## Impianti idroelettrici

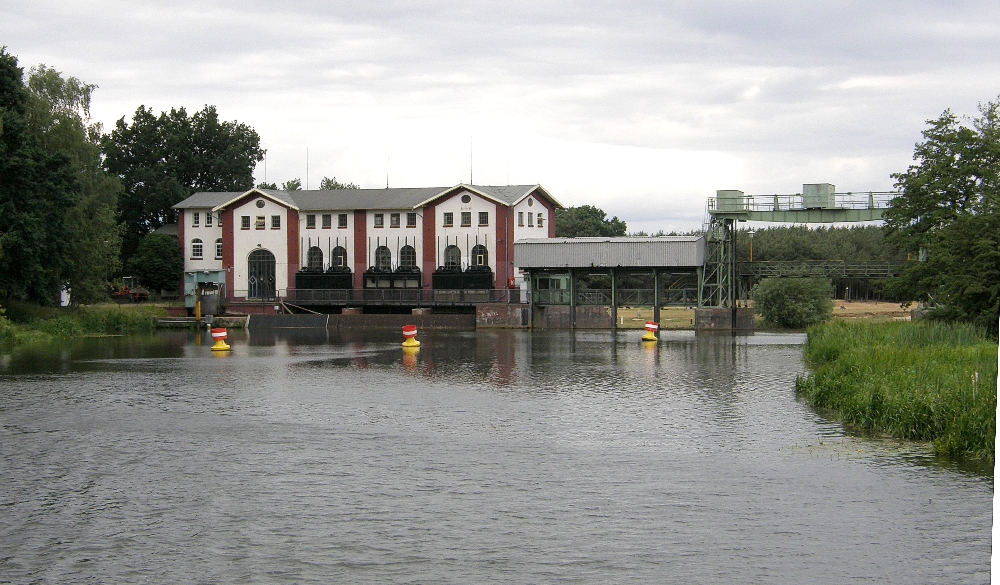
Centrale di Oldau

Con la sistemazione dell'Aller fra Celle e la confluenza della Leine presso Schwarmstedt fra il 1908 e il 1918 furono sfruttati due dei quattro nuovi dislivelli (Oldau, Marklendorf) ai fini della produzione di energia elettrica, da utilizzare per l'elettrificazione del Parco naturale di Südheide. La centrale di Oldau disponeva di tre turbine Francis. Nel 1972 le centrali vennero fermate perché non più redditizie. Mentre la costruzione di Marklendorf fu smantellata, quella di Oldau fu trasformata in monumento tecnologico. Nel 1983, dopo la sua modernizzazione, essa fu riattivata nella sua funzione originaria. Essa fornisce una potenza globale di 650 kW.